# Anthribus nebulosus
Espèce
Anthribus nebulosus est une espèce d'insectes coléoptères de la famille des Anthribidae.

## Distribution
Eurasiatique, répandu en Europe, du Portugal à la Scandinavie, à la Russie ; Moyen Orient.

## Description
Ce petit coléoptère brunâtre (au corps long d'environ 3,5 mm), prédateur, s'attaque aux cochenilles ainsi que sa larve mobile grâce à ses pattes (à l'instar des espèces de coccinelles aphidiphages). C'est donc un auxiliaire pouvant être utilisé dans la lutte biologique contre des insectes nuisibles notamment de la vigne en France.

## Systématique
Le nom valide complet (avec auteur) de ce taxon est Anthribus nebulosus J.R.Forster, 1770,.
Anthribus nebulosus a pour synonymes :
- Amblycerus nebulosus (J.R.Forster, 1770)
- Amblycerus varius (J.C.Fabricius, 1787)
- Anthribus gavoyi Chobaut, 1922
- Anthribus kuesteri Chobaut, 1922
- Anthribus kuesteri Reitter, 1916
- Anthribus minimus J.F.W.Herbst, 1797
- Anthribus tesselatus Dejean & P.F.M.A., 1821
- Anthribus variegatus E.L.Geoffroy, 1785
- Anthribus variegatus Fourcroy, 1785
- Brachytarsus clathratus (J.F.W.Herbst, 1786)
- Brachytarsus kusteri R.Frieser, 1981
- Brachytarsus nebulosus (J.R.Forster, 1770)
- Brachytarsus variegatus (J.R.Forster, 1770)
- Brachytarsus varius (J.C.Fabricius, 1787)
- Bruchus capsularius F.P.Schrank, 1789
- Bruchus clathratus J.F.W.Herbst, 1786
- Bruchus varius J.C.Fabricius, 1787
- Curculio varius (J.C.Fabricius, 1787)
- Macrocephalus varius (J.C.Fabricius, 1787)

## Publication originale
- (en) Johann Reinhold Forster, A catalogue of British insects, Warrington, printed by William Eyres, 1770, 69 p. (lire en ligne), p. 10.